# Trombejeva stena
Trombe stena je struktura, ki absorbira sončne žarke podobno kot sončni kolektor in se uporablja za ogrevanje stavb kot so npr. pasivne hiše. Deluje na učinku tople grede, kratkovalovni sončni žarki lahko prodrejo skozi stekleni del in zadenejo absorbcijsko maso. Odbite dolgovalovne žarke pa ustavi steklo in tako ostane toplota v absorbcijski masi. Ta toplota se potem počasi sprošča in ogreva prostor v večernih urah. Absorbcijska masa je snov z veliko specifično toploto kot npr. voda ali beton. Kdaj se uporablja tudi ventilator za boljši prevod toplote. Ta tehnika ni omejena samo na pasivne hiše, ki so zelo dobro izolirane. Lahko se pa uporablja kjerkoli je potreba in imamo na voljo prostor za postavitev stene in pravilno orientacijo proti Soncu. V sončnih zimskih dnevih lahko zelo zmanjša stroške ogrevanja.
Idejo je prvi raziskoval Edward S. Morse in jo patentiral leta 1881. V 1960ih jo je dodelal arhitekt Jacques Michel in Félix Trombe, po katerem je dobila ime.